# 中部四縣市寫生比賽
中部四縣市寫生比賽是指舉辦於臺灣中部（臺中市、彰化縣、南投縣、雲林縣）的寫生比賽。 自1960年開始，由國立彰化生活美學館（前身為國立彰化社會教育館）於中部地區五個縣市（當時台中縣、市尚未合併升格）內的景點舉辦。初期每年分為春、秋兩季舉辦，2013年後，改為僅於秋季舉辦。早期參與比賽的得獎者，後來亦有成為中部地區知名藝術家者，包括柯耀東、柯適中父子、李進安、王守英、游守中、高永隆、廖本生等。

## 歷史沿革

### 寫生比賽元年
寫生比賽自1960年起辦理，本元年比賽訊息刊登在民聲日報1960年2月23日、3月19日及3月20日，並參賽者包括王守英（社會組第一名）及柯耀東（社會組入選）。

### 無畫冊出版年代
1960~1971年期間，比賽的訊息皆刊登在民聲日報，比賽的時間為每年的3月15日美術節，藉比賽倡導藝術教育及慶祝美術節。  

### 畫冊出版年代
自1971年起收錄得獎作品，編印成畫冊發行，2009年翻拍畫冊內的得獎畫作，編輯為數位檔並製作了主題網頁置放。1971~2017同步出版實體（紙本）冊畫冊，2018年起紙本畫冊停刊，僅出版數位畫冊，收錄每位得獎人的作品。

## 辦理方式
2012年以前，比賽於每年春（3月份）、秋（9月份）二季的一個周末假日上午辦理，於中部四個縣市各選定數個景點，由參加者自行描繪景點內的景物，2013年以後，每年僅在秋季辦理一次。2021年因疫情無法辦理現場比賽，唯一一年以徵件方式進行，2023年起，改變辦理形式，以寫生藝術推廣活動，於四縣市辦理5場寫生體驗教學。

## 參賽組別

### 1971至1985年
每年級一個組別，分別自幼兒園至高中三年級，13個年級13個組別，同年級的同一組別評比。

### 1986年起
增加社會組，開放在職社會青年參加。

### 2016年
因應人口老化，新增樂齡組。

### 2016年起
改成美術、普通班組。把美術專班與非美術專班學生分開評比，並改分為幼兒園、國小低年級、國小中年級美術及普通班、國小高年級美術及普通班、國中美術及普通班、高中美術及普通班、大專社會及樂齡組，共12個組別。

## 歷屆知名得獎者
自1960年辦理中部五縣市水彩寫生比賽以來，即培養了多位現今在畫壇上知名的藝術家，他們在青少年時期都曾參加過這個比賽。

### 1960年代
- 王守英：1960年社會組第一名
- 柯耀東：1960年社會組入選，1961年社會組第二名、1962年社會組第三名
- 柯適中父子
- 李進安：1960年社會組第五名，1966年社會組第一名

### 1970年代
- 游守中（前南投縣政府文化局局長、南開科技大學文化創意設計系系主任）：1977年春季水彩寫生比賽，獲國小六年級組優等
- 高永隆（臺中教育大學美術系教授）：1976年秋季，國中三年級組優等；1979年春季，高中職三年級組第一名；1981年秋季，高中職三年級組第一名
- 廖本生（修平技術學院駐校藝術家）：1976春季，高中職一年級組優等。

### 1980年代
- 王紫芸（大葉大學造形藝術系副教授）：1983年秋季，高中職二年級組第四名。

### 1990年代
- 王子建（南投親愛國小教師）：1994年春季，高中職一年級組第四名
- 陳珮文（南投親愛國小教師）：1995年秋季，高中職三年級組第三名

### 2000年代
- 李進安[12]：1960年社會組第五名，1966年社會組第一名，2017年樂齡組第三名
- 梁馨文：2017年，樂齡組優選。